# 마르호리에 데 소우사
마르조리 데 소우사(Marjorie de Sousa, 1980년 4월 23일 ~ )는 베네수엘라의 배우, 모델로, 멕시코에서 주로 활동하고 있다.